# Segey Spivak Laurson
Segey Spivak Laurson (Unión Soviética, 15 de enero de 1958 - La Plata, Argentina; 6 de marzo de 2022) fue un pintor y escultor soviético de origen estonio que vivió en la ciudad argentina de La Plata.

## Biografía
Nació el 15 de enero de 1958 en los campos de trabajo forzado de la ciudad rusa de Vorkutá, siendo su nacionalidad ruso-estonia.
Entre 1975 y 1979 se forma en la Academia Imperial de las Artes, luego en la Facultad de Escultura. Entre 1981-1985 estudia en la Escuela de Diseño Publicitario y 1984-1985 forma parte del Departamento de Restauración de piezas artísticas (San Petersburgo, Academia de Arte).
Trabajó como pintor, diseñador, escultor y restaurador para el Museo Histórico de Estonia y para la Iglesia católica en dicho país.
También realiza intervenciones de restauración en el Museo del Hermitage y decenas de trabajos en distintos países asiáticos. Trabaja como maestro en la Escuela Bíblica Dominical e Historia del Arte y en la Escuela Protestante Americana.
Fue llamado por la iglesia Ortodoxa Rusa para pintar y restaurar iconos. Por los mismos años la Iglesia católica lo contrata para realizar algunas pinturas en Francia.
Se vio obligado a pelear en la guerra de Afganistán, donde sufre graves heridas y pierde casi completamente la audición.
Tras la traumática experiencia, regresó a su patria. En 1990 es invitado por el Rey Hassan II de Marruecos para pintar a la familia real. Realiza obras para el palacio de la ciudad de Ifrane. Permanece durante cinco años en esta nación. Por ese entonces realiza exposiciones en lugares destacados, como la Academia de Arte de Barcelona, National Churchill Club (Londres), Vancouver National Gallery, entre otros.
En 1991 la República Socialista Soviética de Estonia se independiza por completo y pasa a llamarse simplemente Estonia. La flamante república reflota una antigua ley, según la cual, para ser ciudadano estonio es requisito indispensable tener lazos sanguíneos directos con pobladores nativos que antecedean el año 1940, dejando sin ciudadanía a una notable minoría, entre ellos a Segey.

En 1997 fue recomendado por un sacerdote que conoce en Marruecos mientras Segey trabajaba para la Corte del Rey Hasan II. Él decide viajar con su pasaporte gris a la Argentina. Se instala primero en CABA trabaja allí y luego se traslada a la ciudad de La Plata, donde participa de la realización de las esculturas (realiza las gárgolas) que completaron las torres del templo neogótico más grande de América del Sur, la Catedral de la Inmaculada Concepción. 
Años más tarde terminó en situación de calle y se refugia en paradores nocturnos. La Iglesia lo refugia primero viviendo en diferentes Parroquias de la ciudad.
Por la Acción del Arzobispo de La Plata llega al Museo de Arte Contemporáneo Beato Angélico UCALP, donde comienza a exponer y vender sus obras pictóricas. Realizó en dicho museo muestras entre 2002 y 2022. Las hermanas de Total Dedicación del Terrero lo asisten y un reconocido jurista (AS) lo ayudó a realizar sus papeles para obtener la nacionalidad argentina; sentando un precedente al declararse apátrida. También logró para Segey una pensión graciable por invalidez (que solo le aportaba una obra social para tener acceso a la salud) fue atendido por los profesionales del Sanatorio Platense Mater Dei.
En el año 2005 fue hospedado por Hugo Balbuena en la localidad de M.B Gonnet. Luego se mudó a la casa de Caritas, que posteriormente cierra y vive por dos años en la casa de (RO) hasta que se traslada nuevamente a Gonnet por unos meses al negocio de un amigo. Hasta que se consigue una casa para la Asociaciòn de Artistas Plàsticos de la Provincia de Buenos Aires, que habitará en los ùltimos años de su vida.
En el año 2006 obtuvo la nacionalidad argentina.
A Pedido de la Asociaciòn Cultural Sanmartiniana pinta una reproducciòn de la Bandera del Cruce de los Andes para el Museo del Regimiento 7 Coronel Conde, donde luego se situará también su busto de Josè de San Martìn, el que trabajó con las escasas fotografìas reales del prócer.
En el 2013 fue invitado por el Centro Cultural Islas Malvinas para coordinar un taller de plástica, que se discontinua luego de la gran inundación pues e taller se vuelve depósito de mercaderías para los inundados.
Siguió produciendo obras y participó en el rodaje de un documental sobre su vida, denominado "SEGEY" dirigido por el cineasta Pedro Barandiaran.
Murió el 6 de marzo de 2022 en la Ciudad de La Plata. Sus obras están en numerosos museos, como el Museo de Arte Contemporáneo Beato Angélico, Museo Catedral y en colecciones particulares.